# Saison 1975-1976 du Paris Saint-Germain
Maillots
Chronologie
Saison précédente Saison suivante
La saison 1975-1976 du Paris Saint-Germain est la 6e saison de son histoire et la 3e en première division.

## Compétitions

### Championnat
La saison 1975-1976 de Division 1 est la trente-huitième édition du Championnat de France de football. La division oppose vingt clubs en une série de trente-huit rencontres. Les meilleurs de ce championnat se qualifient pour les coupes d'Europe que sont la Coupe des clubs champions européens (le vainqueur), la Coupe UEFA (les deux suivants) et la Coupe des vainqueurs de coupe (le vainqueur de la Coupe de France). Le Paris Saint-Germain participe à cette compétition pour la troisième fois de son histoire.

#### Classement final
Le Paris Saint-Germain termine quatorzième avec 13 victoires, 11 matchs nuls et 14 défaites. Une victoire rapportant deux points et un match nul un point, le PSG a aussi gagné deux points bonus et totalise donc 39 points.

### Coupe de France
La Coupe de France 1975-1976 est la 59e édition de la Coupe de France, une compétition à élimination directe mettant aux prises tous les clubs de football amateurs et professionnels à travers la France métropolitaine et les DOM-TOM. Elle est organisée par la FFF et ses ligues régionales.
C'est l'Olympique de Marseille qui remportera cette édition de la coupe de France en battant sur le score de deux buts à zéro l'Olympique lyonnais.